# Mary Carter Reitano
Mary Carter Reitano, född 29 november 1934 i Sydney, New South Wales, australisk högerhänt tidigare tennisspelare.
Mary Carter var under 1950-talet en av de främsta kvinnliga tennisspelarna från Australien. Hon vann under karriären tre titlar i  Grand Slam-turneringar, varav två i singel och en i dubbel. Hon deltog dessutom i ytterligare fem GS-finaler, samtliga i Australiska mästerskapen. 
Som junior vann Mary Carter två gånger australiska juniormästerskapen. Hon turnerade under en period i början av 1950-talet i Europa med syftet att utvecklas som tennisspelare. År 1956 vann hon för första gången singeltiteln i Australiska mästerskapen genom finalseger över landsmaninnan Thelma Coyne Long (3-6, 6-2, 9-7). Hon segrade också i 1959 års turnering och slog i finalen den sydafrikanska spelaren Renée Schuurman (6-2, 6-3). Som ett kuriosum kan nämnas att hon i den turneringen besegrade Margaret Smith Court i andra omgången, vilket kom att vara Smiths enda nederlag i turneringen under de följande 10 åren.
Mary Carter var också framgångsrik som dubbelspelare och vann titeln i Australiska mästerskapen 1961 tillsammans med Margaret Smith Court. I finalen besegrade de paret Mary Bevis Hawton/Jan Lehane med siffrorna 6-4, 3-6, 7-5.

## Grand Slam-titlar
- Australiska mästerskapen
  - Singel - 1956, 1959
  - Dubbel - 1961